# Північ (картина)
«Північ» — картина художника Архипа Куїнджі (1841/1842–1910), написана в 1879 році. Картина є частиною зібрання Державної Третьяковської галереї (інв. 881). Розмір картини — 132 × 103 см.

## Історія та опис
Картину «Північ» вперше показали у 1879 році на 7-й виставці Товариства пересувних художніх виставок («передвижників»), разом з двома іншими картинами художника — «Після дощу» і «Березовий гай».
Картина «Північ» була завершальним, прощальним твором із трилогії художника про північну природу, до якої також відносяться картини «Ладозьке озеро» (1873) та «На острові Валаамі» (1873).
На картині «Північ» показано вигляд із висоти на рівнину, що йде в туманну даль, яка на горизонті зливається з сіруватим димчастим небом. Цей величний пейзаж символізує безмежні простори північних земель, але при цьому наповнений глибокої поезії та любові до суворої природи.